# When I Get Home (álbum de Solange)
When I Get Home é o quarto álbum de estúdio da cantora e compositora americana Solange, lançado em 1 de março de 2019. É a continuação de seu álbum, A Seat at the Table (2016), e investiga a origem e questiona o quanto de nós mesmos carregamos conosco, versus o que deixamos para trás na evolução, além disso explora a cidade natal da cantora, Houston, Texas.
Knowles produziu o álbum ao lado de vários colaboradores, incluindo John Key, John Carrol Kirby, Standing on the Corner, Chassol, Jamire Williams e Pharrell Williams. O álbum também traz contribuições de vários músicos de alto perfil, incluindo Sampha, Playboy Carti, Gucci Mane, Panda Bear, Tyler, The Creator, Metro Boomin, The Dream, Dev Hynes, Steve Lacy, Earl Sweatshirt e Scarface.

## Álbum Visual e Videoclipes
A cantora lançou com exclusividade na Apple Music a parte visual de seu álbum. Em seu canal do Youtube/Vevo postou alguns vídeos da parte visual do álbum e em 12 de Dezembro postou a parte visual completa.

## Desempenho Comercial
When I Get Home estreou em sétimo lugar na Billboard 200 com 43.000 cópias equivalentes (sendo 11.000 cópias puras). É o terceiro álbum top 10 de Solange nos Estados Unidos.

## Faixas
| Edição padrão  |                                           |                                                              |                                                               |         |  |
| N.º            | Título                                    | Compositor(es)                                               | Produtor(es)                                                  | Duração |  |
| 1.             | "Things I Imagined"                       | Solange Knowles                                              | Knowles Chassol John Key                                      | 1:59    |  |
| 2.             | "S McGregor" (interlude)"                 | Knowles Giovanni Cortez Key                                  | Knowles Key Standing on the Corner                            | 0:16    |  |
| 3.             | "Down with the Clique"                    | Knowles                                                      | Knowles John Carroll Kirby Key Standing on the Corner         | 3:42    |  |
| 4.             | "Way to the Show"                         | Knowles                                                      | Key Knowles Kirby                                             | 2:55    |  |
| 5.             | "Can I Hold the Mic" (interlude)"         | Knowles Chassol                                              | Knowles Chassol                                               | 0:22    |  |
| 6.             | "Stay Flo"                                | Knowles                                                      | Knowles Metro Boomin Kirby                                    | 2:56    |  |
| 7.             | "Dreams"                                  | Knowles                                                      | Knowles Chassol Jamire Williams Dev Hynes Key Earl Sweatshirt | 2:28    |  |
| 8.             | "Nothing Without Intention (interlude)"   | Knowles Julez Smith II Cortez Amber Venerable Raquel Egbuonu | Standing on the Corner Knowles Daniel Julez J Smith II        | 0:24    |  |
| 9.             | "Almeda"                                  | Knowles Terius Nash Playboi Carti                            | Knowles Pharell Kirby                                         | 3:56    |  |
| 10.            | "Time (Is)"                               | Knowles Sampha                                               | Knowles Key Kirby                                             | 3:40    |  |
| 11.            | "My Skin My Logo"                         | Knowles Gucci Mane                                           | Knowles Williams Key Tyler, the Creator Steve Lacy Kirby      | 2:56    |  |
| 12.            | "We Deal with the Freak'n (intermission)" | Knowles                                                      | Knowles                                                       | 0:32    |  |
| 13.            | "Jerrod"                                  | Knowles                                                      | Knowles Key Kirby                                             | 3:02    |  |
| 14.            | "Binz"                                    | Knowles Terius Nash                                          | Knowles Panda Bear Key                                        | 1:51    |  |
| 15.            | "Beltway"                                 | Knowles                                                      | Knowles Kirby                                                 | 1:41    |  |
| 16.            | "Exit Scott (interlude)"                  | Cortez Lacy Key Knowles                                      | Standing on the Corner Lacy Key Knowles                       | 1:01    |  |
| 17.            | "Sound of Rain"                           | Knowles                                                      | Knowles Pharrell Key                                          | 3:06    |  |
| 18.            | "Not Screwed! (interlude)"                | Cortez Scarface Knowles                                      | Standing on the Corner                                        | 0:22    |  |
| 19.            | "I'm a Witness"                           | Knowles                                                      | Knowles Key                                                   | 1:52    |  |
| Duração total: | Duração total:                            | Duração total:                                               | Duração total:                                                | 38:54   |  |

Notas e Créditos de demonstração
- "S McGregor (interlude)" - Contém demonstrações de Debbie Allen e Phylicia Rashad.
- "Can I Hold the Mic (interlude)" - Contém demonstrações de Diamond and Princess de Crime Mob.
- "Almeda" - Contém participação não creditada de Playboi Carti.
- "Time (Is)" - Contém participação não creditada de Sampha.
- "My Skin My Logo" - Contém participação não creditada de Gucci Mane.
- "We Deal with the Freak'n (intermission)" Contém demonstrações de Alexyss K Tylor e de Turn Me On de Rotary Connection.
- "Binz" Contém demonstrações de Didn't Want to Have to Do It de Rotary Connection.
- Exit Scott (interlude)" Contém demonstrações de Pat Parker e de I Hope You Really Love Me de Family Circle.
- "Not Screwed!" (interlude) - Contém participação não creditada de Standing on the Corner.